# Środek Ukrainy

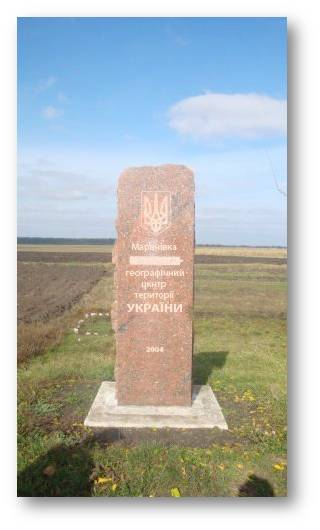
Pomnik w miejscu geograficznego środka Ukrainy (2019)

Geograficzny środek Ukrainy wyznaczono w okolicy miasta Szpoła w obwodzie czerkaskim, ma on współrzędne 49°01'39" szerokości geograficznej północnej i 31°28'58" długości geograficznej wschodniej.
Dokładnie środek ten znajduje się na północ od wsi Marianiwka, pomiędzy nią a sąsiednią wsią Matusiw.
Geometryczny środek Ukrainy znajduje się natomiast w miasteczku Dobrowieliczka w obwodzie kirowohradzkim.